# 滝下靖之
滝下 靖之（たきした やすゆき、1976年（昭和51年）1月31日 - ）は、日本のアルペンスキー選手。 

## 経歴・人物
北海道留萌市出身。札幌第一高等学校卒業。ミズノに所属。1998年長野オリンピックと2002年ソルトレークシティオリンピックに出場した。 